# 布施明のグッDAY
『布施明のグッDAY』（ふせあきらのグッデイ）は、テレビ朝日系列局ほかで放送されていたワイドショー。テレビ朝日系列局では1987年10月5日から1988年4月1日まで、毎週月曜日から金曜日の12:00 - 12:55 （以降、時間表記はすべてJST）に生放送。
内容は、世界のニュースをコンパクトに、わかりやすくというものだった。番組キャッチコピーは「カリフォルニア・シャワーに乗せてお送りする、時めきのニュース・クリップ」。

## 番組の制作にあたって

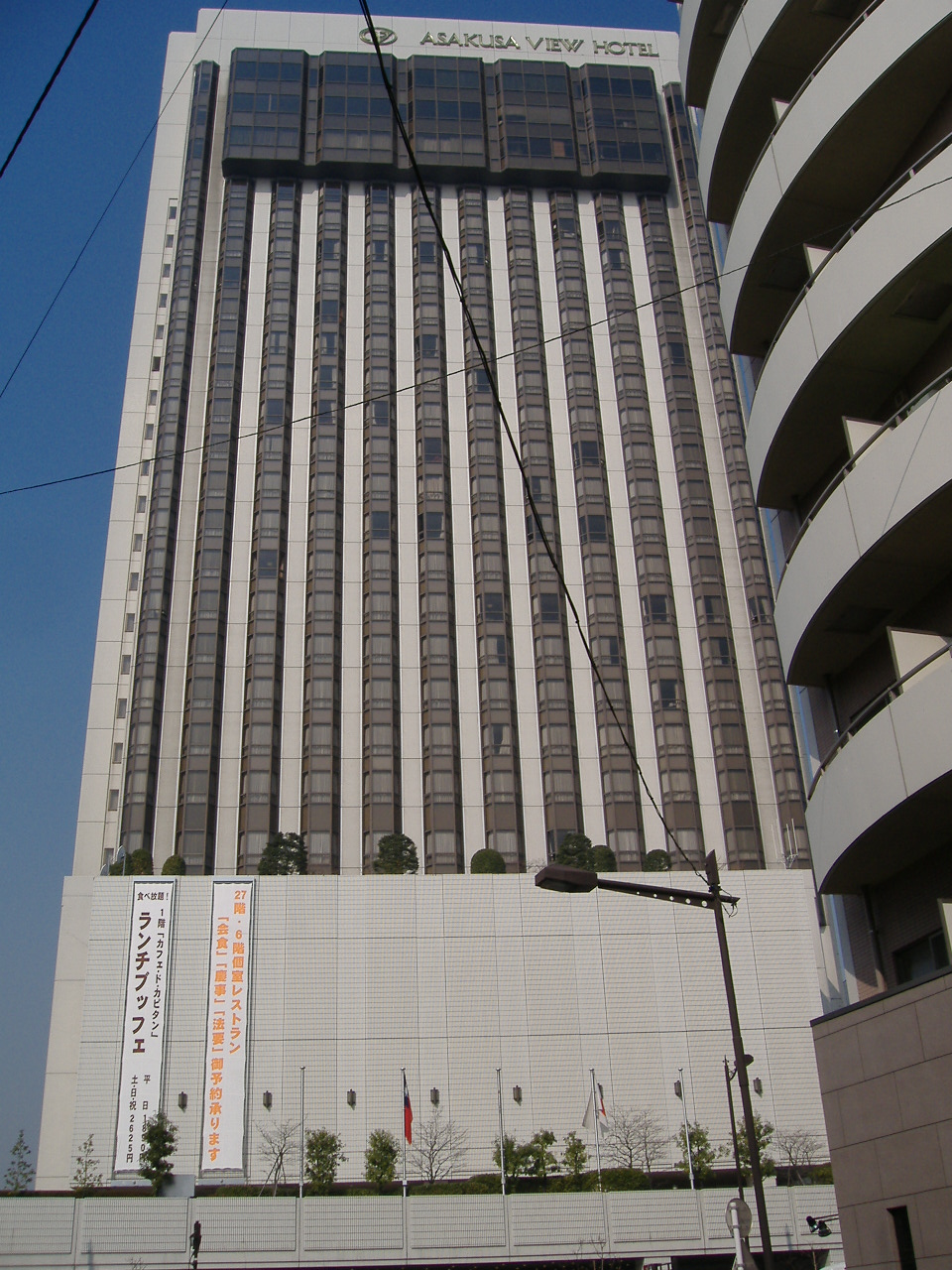
最終回の生放送が行われた「浅草ビューホテル」

制作記者会見で布施明は「昼時、世界各国から発信されるニュースを、広く知れたら、と感じています。ライバルは『ニュースステーション』です?!」という口調で臨んだ。しかし、わずか半年で打ち切られた。
最終回は浅草ビューホテルで生放送が行われ、布施の歌を中心にした構成で放送した。

## 主なコーナー
- グッDAYニュース
- グッDAYフラッシュ
- 特集 ほか

## 出演者
- 布施明
- 西村知江子

## 番組テーマ曲
- オープニング：作曲者不明
- エンディング：布施明「さみしさの理由（わけ）」（1987年12月21日発売）

## ネット局
放送局名、略称、系列は放送当時のもの。遅れネット局では14:00 - 14:55または15:00 - 15:55に放送されていた。
| 放送対象地域  | 放送局                   | 系列                                         | ネット形態 | 備考               |
| ------------- | ------------------------ | -------------------------------------------- | ---------- | ------------------ |
| 関東広域圏    | テレビ朝日 (ANB)         | テレビ朝日系列                               | 制作局     |                    |
| 北海道        | 北海道テレビ (HTB)       | テレビ朝日系列                               | 同時ネット |                    |
| 青森県        | 青森放送 (RAB)           | 日本テレビ系列 テレビ朝日系列                | 遅れネット |                    |
| 宮城県        | 東日本放送 (KHB)         | テレビ朝日系列                               | 同時ネット |                    |
| 秋田県        | 秋田放送 (ABS)           | 日本テレビ系列                               | 遅れネット |                    |
| 山形県        | 山形放送 (YBC)           | 日本テレビ系列 テレビ朝日系列                | 遅れネット |                    |
| 福島県        | 福島放送 (KFB)           | テレビ朝日系列                               | 同時ネット |                    |
| 新潟県        | 新潟テレビ21 (NT21)      | テレビ朝日系列                               | 同時ネット |                    |
| 長野県        | テレビ信州 (TSB)         | 日本テレビ系列 テレビ朝日系列                | 同時ネット |                    |
| 静岡県        | 静岡けんみんテレビ (SKT) | テレビ朝日系列                               | 同時ネット | 現：静岡朝日テレビ |
| 富山県        | 北日本放送 (KNB)         | 日本テレビ系列                               | 遅れネット |                    |
| 石川県        | 北陸放送 (MRO)           | TBS系列                                      | 遅れネット |                    |
| 福井県        | 福井放送 (FBC)           | 日本テレビ系列                               | 遅れネット |                    |
| 中京広域圏    | 名古屋テレビ (NBN)       | テレビ朝日系列                               | 同時ネット |                    |
| 近畿広域圏    | 朝日放送 (ABC)           | テレビ朝日系列                               | 同時ネット | 現：朝日放送テレビ |
| 鳥取県 島根県 | 日本海テレビ (NKT)       | 日本テレビ系列                               | 遅れネット | 2局並行放送        |
| 鳥取県 島根県 | 山陰放送 (BSS)           | TBS系列                                      | 遅れネット | 2局並行放送        |
| 広島県        | 広島ホームテレビ (HOME)  | テレビ朝日系列                               | 同時ネット |                    |
| 山口県        | 山口放送 (KRY)           | 日本テレビ系列 テレビ朝日系列                | 遅れネット |                    |
| 香川県 岡山県 | 瀬戸内海放送 (KSB)       | テレビ朝日系列                               | 同時ネット |                    |
| 愛媛県        | 南海放送 (RNB)           | 日本テレビ系列                               | 遅れネット |                    |
| 高知県        | 高知放送 (RKC)           | 日本テレビ系列                               | 遅れネット |                    |
| 福岡県        | 九州朝日放送 (KBC)       | テレビ朝日系列                               | 同時ネット |                    |
| 長崎県        | 長崎放送 (NBC)           | TBS系列                                      | 遅れネット |                    |
| 熊本県        | 熊本放送 (RKK)           | TBS系列                                      | 遅れネット |                    |
| 大分県        | テレビ大分 (TOS)         | 日本テレビ系列 フジテレビ系列 テレビ朝日系列 | 同時ネット |                    |
| 宮崎県        | 宮崎放送 (MRT)           | TBS系列                                      | 遅れネット |                    |
| 鹿児島県      | 鹿児島放送 (KKB)         | テレビ朝日系列                               | 同時ネット |                    |
| 沖縄県        | 琉球放送 (RBC)           | TBS系列                                      | 遅れネット |                    |

| テレビ朝日系列 月-金曜昼のワイドショー枠・12時台 | テレビ朝日系列 月-金曜昼のワイドショー枠・12時台 | テレビ朝日系列 月-金曜昼のワイドショー枠・12時台                           |
| 前番組                                           | 番組名                                           | 次番組                                                                     |
| ------------------------------------------------ | ------------------------------------------------ | -------------------------------------------------------------------------- |
| 新・アフタヌーンショー                           | 布施明のグッDAY                                  | どこまで笑うの!? ↓ 欽ちゃんのどこまで笑うの!? ↓ 欽どこTV!! ※バラエティ番組 |